# Dejan Stanković (Fußballspieler, 1978)
Dejan Stanković (serbisch-kyrillisch Дејан Станковић; * 11. September 1978 in Belgrad, SFR Jugoslawien) ist ein ehemaliger serbischer Fußballspieler und jetziger Fußballtrainer. Von 2004 bis 2013 spielte er für Inter Mailand.

## Spielerkarriere

### Vereine
Dejan Stanković entstammt der Jugendabteilung von FK Roter Stern Belgrad, bei der er alle Jugendmannschaften durchlief. Sein Debüt in der Profimannschaft von Roter Stern Belgrad absolvierte er 1994 im Spiel gegen FK Budućnost Podgorica. Schnell wurde er zu einem festen Bestandteil der Mannschaft. Vor Saisonbeginn 1997/98 wurde er im Alter von 19 Jahren zum Mannschaftskapitän ernannt. Damit war er der jüngste Kapitän in der Vereinsgeschichte. Seine Stärken lagen vor allem im Passspiel und bei Freistößen.
Nach vier Jahren in Belgrad wechselte Stanković 1998 für sechs Jahre zu Lazio Rom und bestritt dort 137 Ligaspiele und erzielte 30 Tore. Mit Rom wurde er 2000 italienischer Meister, einmal Pokalsieger (2000) und gewann 1999 den Europapokal der Pokalsieger und den europäischen Supercup. Aufgrund der finanziellen Situation des Vereins wurde Stanković aber zum Verkauf freigegeben. Der Versuch von Juventus Turin, den Spieler zu verpflichten, misslang jedoch, weil dieser sich bereits mit Inter Mailand einig war. Er unterschrieb schließlich im Januar 2004 einen Vertrag bei Inter.
Bei Inter bestritt Stanković über 300 Pflichtspiele und erzielte dabei 40 Treffer, darunter einen Hattrick am 28. November 2010 gegen den FC Parma. Er gewann außerdem zahlreiche nationale Titel, die Champions League und die Klub-Weltmeisterschaft, wobei er in beiden Finalspielen eingewechselt wurde.
Am 6. Juli 2013 kündigte er an, Inter Mailand nach zehn Jahren zu verlassen.

### Nationalmannschaft
Seine Karriere als Nationalspieler der Bundesrepublik Jugoslawien begann am 22. April 1998 gegen Südkorea. Beim 3:1-Sieg gelangen ihm gleich seine ersten beiden Länderspieltreffer.
Es folgte die Teilnahme an der WM 1998 in Frankreich. Bei der Euro 2000 in Belgien und den Niederlanden schied er mit seiner Mannschaft früh aus. Stanković war Stammspieler der serbisch-montenegrinischen Nationalmannschaft, die sich auch für die WM 2006 in Deutschland qualifizierte. Er stand in deren Aufgebot für die WM und absolvierte alle drei Gruppenspiele.
Anfang Juni 2010 wurde er in den Kader für die Weltmeisterschaft 2010 in Südafrika berufen und bestritt als Kapitän alle drei Spiele seiner Mannschaft.
Am 6. September 2011 machte er beim EM-Qualifikationsspiel gegen die Färöer sein 100. Länderspiel. Infolge der verpassten Qualifikation für die Europameisterschaft 2012 trat Stanković am 12. Oktober 2011 aus der Nationalmannschaft zurück. Ein letztes Mal spielte er für die Nationalmannschaft am 11. Oktober 2013 in Novi Sad beim 2:0-Sieg im Test-Länderspiel gegen die Auswahl Japans und löste Savo Milošević als nationalen Rekordnationalspieler ab.

## Trainerkarriere
Nach dem Ende seiner aktiven Laufbahn gehörte Stankovic 2014/15 zum Trainerteam von Andrea Stramaccioni bei Udinese Calcio. Im Dezember 2019 trat er die Nachfolge von Vladan Milojević als Trainer des FK Roter Stern Belgrad an und führte den Klub zum Gewinn von drei serbischen Meisterschaften (2019/20, 2020/21, 2021/22) und zwei Landespokalsiegen (2020/21, 2021/22). Nach der verpassten Qualifikation für die Gruppenphase der UEFA Champions League 2022/23 trat Stanković am 25. August 2022 von seinem Trainerposten zurück.
Am 6. Oktober 2022 gab Sampdoria Genua die Verpflichtung Stankovićs bis Saisonende bekannt. Mit dem Abstieg zum Saisonende 2022/23 wurde er wieder entlassen.

## Erfolge

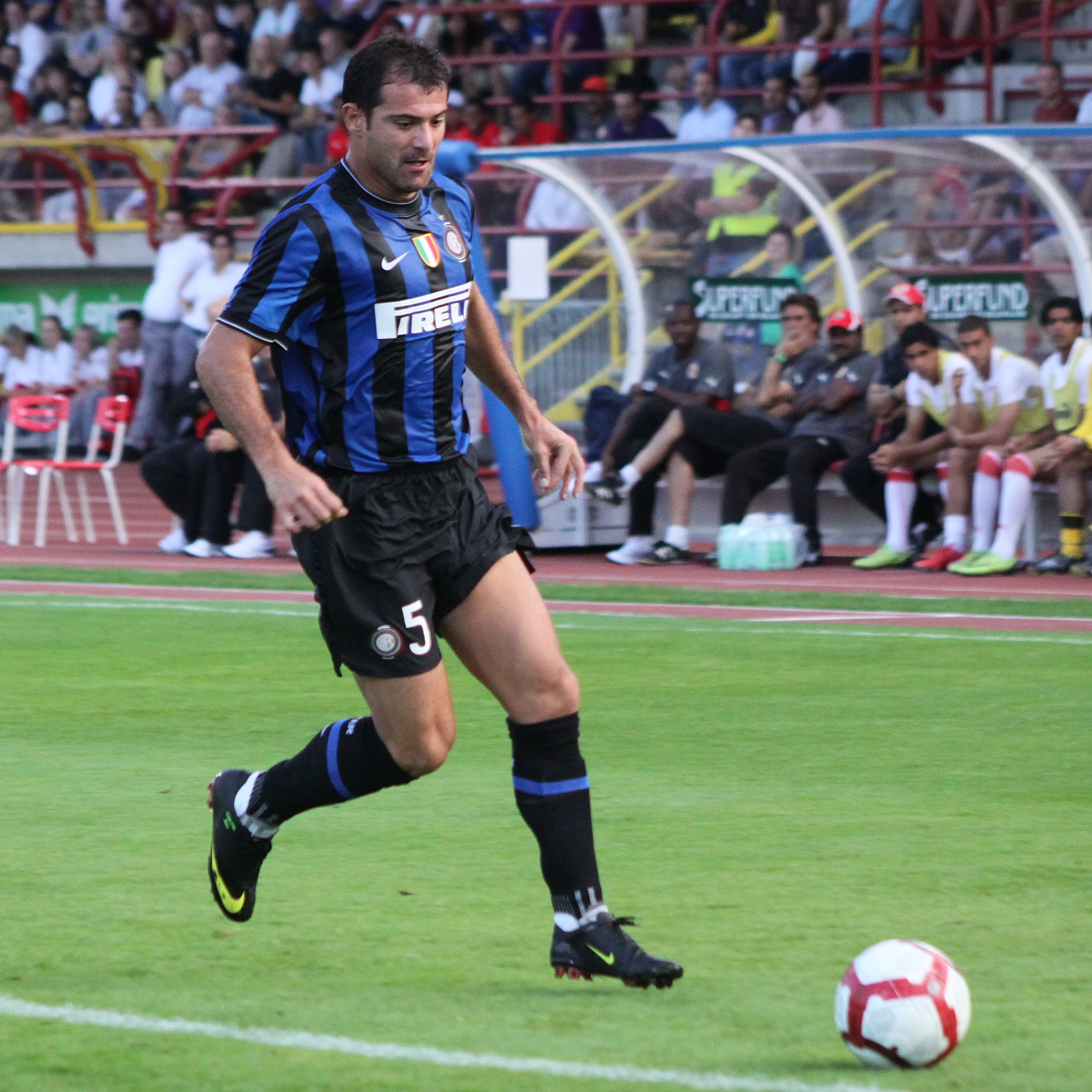
Stanković im Trikot von Inter (2009)

### International
- Europapokal der Pokalsieger: 1998/99
- UEFA Super Cup: 1999
- UEFA Champions League: 2009/10
- FIFA-Klub-Weltmeisterschaft: 2010

### National
- Jugoslawischer Meister: 1995
- Jugoslawischer Pokalsieger: 1995, 1996, 1997
- Italienischer Meister: 1999/2000, 2005/06*, 2006/07, 2007/08, 2008/09, 2009/10
- Italienischer Pokalsieger: 1999/2000, 2004/05, 2005/06, 2009/10, 2010/11
- Italienischer Supercupsieger: 1998, 2000, 2005, 2006, 2008, 2010

* zuerkannt infolge des italienischen Fußball-Skandals 2005/2006

### Individuell
- Serbiens Fußballer des Jahres: 2006, 2010[7]

## Saisonstatistik
| Verein                 | Liga            | Saison          | Liga   | Liga | Nat. Pokal | Nat. Pokal | Europapokal | Europapokal | Andere | Andere | Gesamt | Gesamt |
| Verein                 | Liga            | Saison          | Spiele | Tore | Spiele     | Tore       | Spiele      | Tore        | Spiele | Tore   | Spiele | Tore   |
| ---------------------- | --------------- | --------------- | ------ | ---- | ---------- | ---------- | ----------- | ----------- | ------ | ------ | ------ | ------ |
| FK Roter Stern Belgrad | Prva Liga       | 1994/95         | 7      | 1    | -          | -          | -           | -           | -      | -      | 7      | 1      |
| FK Roter Stern Belgrad | Prva Liga       | 1995/96         | 24     | 4    | 4          | 1          | 2           | 0           | -      | -      | 30     | 5      |
| FK Roter Stern Belgrad | Prva Liga       | 1996/97         | 26     | 10   | 6          | 1          | 5           | 2           | -      | -      | 37     | 13     |
| FK Roter Stern Belgrad | Prva Liga       | 1997/98         | 28     | 15   | 7          | 3          | 4           | 3           | -      | -      | 39     | 21     |
| Gesamt                 | Gesamt          | Gesamt          | 85     | 30   | 17         | 5          | 11          | 5           | -      | -      | 113    | 40     |
| Lazio Rom              | Serie A         | 1998/99         | 29     | 4    | 5          | 1          | 7           | 4           | 1      | 0      | 42     | 9      |
| Lazio Rom              | Serie A         | 1999/00         | 16     | 3    | 4          | 0          | 11          | 2           | 1      | 0      | 32     | 5      |
| Lazio Rom              | Serie A         | 2000/01         | 21     | 0    | 2          | 1          | 9           | 0           | 1      | 1      | 33     | 2      |
| Lazio Rom              | Serie A         | 2001/02         | 27     | 7    | 4          | 0          | 5           | 1           | -      | -      | 36     | 8      |
| Lazio Rom              | Serie A         | 2002/03         | 29     | 6    | 2          | 0          | 7           | 0           | -      | -      | 38     | 6      |
| Lazio Rom              | Serie A         | 2003/04         | 15     | 2    | 4          | 2          | 8           | 0           | -      | -      | 27     | 4      |
| Gesamt                 | Gesamt          | Gesamt          | 137    | 22   | 21         | 4          | 47          | 7           | 3      | 1      | 208    | 34     |
| Inter Mailand          | Serie A         | 2003/04         | 14     | 4    | 2          | 0          | -           | -           | -      | -      | 16     | 4      |
| Inter Mailand          | Serie A         | 2004/05         | 31     | 3    | 6          | 0          | 10          | 3           | -      | -      | 47     | 6      |
| Inter Mailand          | Serie A         | 2005/06         | 23     | 2    | 6          | 2          | 8           | 2           | 1      | 0      | 38     | 6      |
| Inter Mailand          | Serie A         | 2006/07         | 34     | 6    | 3          | 0          | 7           | 0           | 1      | 0      | 45     | 6      |
| Inter Mailand          | Serie A         | 2007/08         | 21     | 1    | 3          | 0          | 6           | 0           | 1      | 0      | 31     | 1      |
| Inter Mailand          | Serie A         | 2008/09         | 31     | 5    | 1          | 0          | 5           | 0           | 1      | 0      | 38     | 5      |
| Inter Mailand          | Serie A         | 2009/10         | 29     | 3    | 1          | 0          | 12          | 2           | 1      | 0      | 43     | 5      |
| Inter Mailand          | Serie A         | 2010/11         | 26     | 5    | 3          | 1          | 7           | 2           | 4      | 1      | 40     | 9      |
| Inter Mailand          | Serie A         | 2011/12         | 19     | 0    | -          | -          | 5           | 0           | 1      | 0      | 25     | 0      |
| Inter Mailand          | Serie A         | 2012/13         | 3      | 0    | -          | -          | -           | -           | -      | -      | 3      | 0      |
| Gesamt                 | Gesamt          | Gesamt          | 231    | 29   | 25         | 3          | 60          | 9           | 10     | 1      | 326    | 42     |
| Karriere Gesamt        | Karriere Gesamt | Karriere Gesamt | 453    | 81   | 63         | 12         | 118         | 21          | 13     | 2      | 647    | 116    |

Quellen: footballdatabase.eu und national-football-teams.com

## Sonstiges
Stanković war mit der Slowenin Ana Ačimovič verheiratet, der Schwester des ehemaligen slowenischen Fußballspielers Milenko Ačimovič. Das Paar hat drei Söhnen.  Stanković ist mit der slowenischen Journalistin Anita Bojanić verheiratet.  Am 19. Januar 2025 wurde ihre Tochter Anđela geboren. 